# 콩동

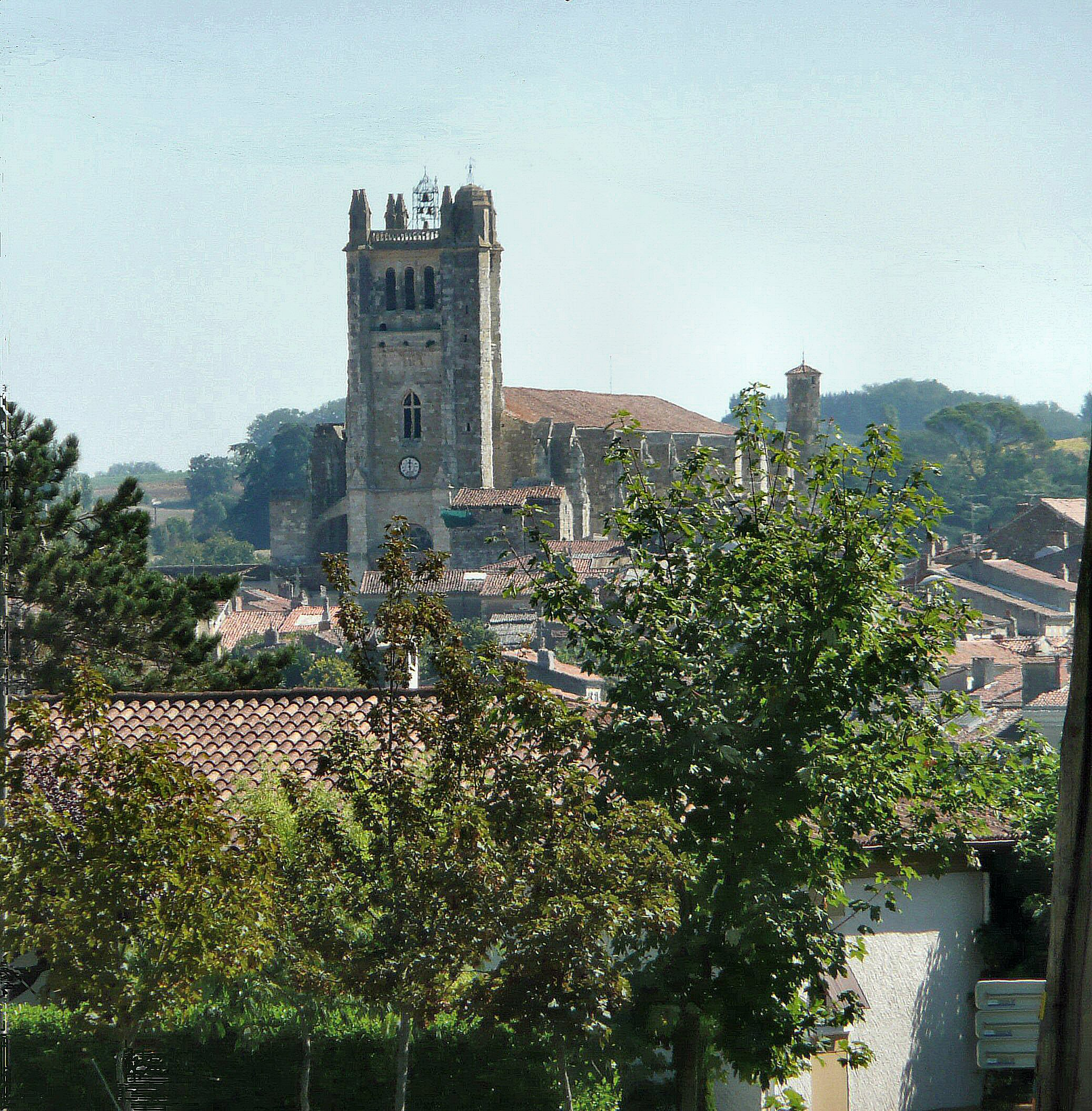

콩동(Condom)은 프랑스 제르주의 코뮌이다.

## 자매 도시
- 독일 그륀베르크
- 스페인 토로

## 같이 보기
- 특이한 지명